# Dipartimento di Ouad Naga
Il dipartimento di Ouad Naga è un dipartimento (moughataa) della regione di Trarza in Mauritania con capoluogo Ouad Naga.
Il dipartimento comprende 3 comuni:
- Ouad Naga
- Aouleigatt
- El Ariye